# 十九樓半的夏天
十九樓半的夏天為森美小儀歌劇團首個舞台劇，於2001年8月29日至9月1日，理工大學賽馬會綜藝館進行4場公演。同名原聲大碟亦在舞台劇公演期間推出，收錄了9首舞台劇原創歌曲，另加1首Bonus Track。兩位主演梁漢文及何韻詩亦特意為是次舞台劇，各自創作一首歌曲，並收錄於大碟之中，由華星唱片發行。
今次特別演出嘉賓為梁漢文及何韻詩。

## 故事簡介
一次困𨋢意外，四個年青人阿鼻、梳打、珊珊、Inti在十九樓半渡過了難忘的數小時而認識。
在同一屋村同一座大廈裡面四人兜兜轉轉尋尋覓覓，大家也欲尋回困𨋢浪漫的感覺，但各人也不肯定是誰給予自己這感覺。
於是自命勇敢的梳打先向珊珊採取追求攻勢，阿鼻在梳打鼓勵下向Inti獻殷勤，結果最後愛情的發展又不是開初那回事。

## 演員
- 森美　飾　梳打
  - 阿鼻之好友，最初追求珊珊，後與Inti一起。

- 小儀　飾　珊珊
  - Inti之好友，最初被梳打追求，後來與阿鼻互生情素。

- 梁漢文　飾　阿鼻
  - 梳打之好友，最初在梳打和朋友鼓勵下追求Inti，卻對珊珊產生好感。

- 何韻詩　飾　Inti
  - 珊珊之好友，最初被阿鼻追求，後與梳打一起。

## 原聲大碟歌曲
| 曲序 | 曲目           |            | 作曲      | 编曲           | 主唱                                         |
| ---- | -------------- | ---------- | --------- | -------------- | -------------------------------------------- |
| 1.   | 十九樓半的夏天 | 森美       | 梁基爵    | 梁基爵         | 森美、小儀、梁漢文、何韻詩                   |
| 2.   | 幸福的鐘聲     | 小儀       | 英師傅    | 英師傅         | 小儀、梁漢文                                 |
| 3.   | 我要夾Band     | 于逸堯     | 何韻詩    | 英師傅         | 何韻詩                                       |
| 4.   | 一夜成名       | 黃仲凱     | 梁基爵    | 梁基爵         | 森美、梁漢文                                 |
| 5.   | 艷蛇出洞       | 黃仲凱     | 梁基爵    | 梁基爵         | 何韻詩                                       |
| 6.   | 有錯過冇愛錯   | 森美       | 英師傅    | 英師傅         | 森美                                         |
| 7.   | 救生圈         | 鄧漢強     | 梁漢文    | 英師傅、孫偉明 | 梁漢文                                       |
| 8.   | 一家團聚雜菜煲 | 黃仲凱     | 梁基爵    | 梁基爵         | 森美、小儀、梁漢文、何韻詩、有耳非文、劉浩龍 |
| 9.   | 十九樓的另一半 | 小儀       | 梁基爵    | 梁基爵         | 森美、小儀、梁漢文、何韻詩                   |
| 10.  | 大明星         | Riley Pang | Jerry Lee | Jerry Lee      | 森美、小儀                                   |